# Fallout: Brotherhood of Steel
Fallout: Brotherhood of Steel è un videogioco di tipo Action RPG, sviluppato e pubblicato da Interplay Entertainment per PlayStation 2 e Xbox nel 2004. Pubblicato il 13 gennaio dello stesso anno, Fallout: Brotherhood of Steel è un videogioco spin-off ambientato nel mondo di Fallout e il primo pubblicato esclusivamente per le console di gioco. A causa delle numerose incongruenze presenti nella storia, il gioco non è considerato parte del canone di Fallout.
Il gioco è incentrato sulle vicende di un iniziato della Confraternita d'Acciaio e ha luogo nella città di Carbon, in Texas, nell'anno 2208. Si può scegliere fra tre personaggi da controllare: Cain, Cyrus e Nadia. Tutti e tre fanno parte della Confraternita d'Acciaio texana, con il ruolo di iniziati.

## Seguito
Interplay Entertainment iniziò lo sviluppo di Fallout: Brotherhood of Steel 2 ancora prima dell'uscita del gioco, ma ne bloccò lo sviluppo nel 2004.